# Wolf-Dieter Löser
Wolf-Dieter Löser (* 15. August 1949 in Wahrenholz) ist ein Generalleutnant außer Dienst des Heeres der Bundeswehr und war zuletzt Kommandeur des NATO Defence College in Rom.

## Militärische Laufbahn
Nach dem Abitur trat Löser am 1. Juli 1968 als Offizieranwärter in die Bundeswehr ein und begann seine Ausbildung beim Panzergrenadierbataillon 142 in Koblenz. Die Offiziersausbildung erfolgte an der Heeresoffizierschule III in München. Es folgten Verwendungen als Zugführer, Jugendoffizier und Kompaniechef in Bayern. Während dieser Zeit absolvierte Löser von 1972 bis 1976 ein Fernstudium und schloss dieses mit einem Diplom in Politikwissenschaft ab. Von 1979 bis 1981 absolvierte er den Generalstabslehrgang an der Führungsakademie der Bundeswehr in Hamburg und diente anschließend im Stab der 1. Gebirgsdivision in Garmisch-Partenkirchen sowie beim stellvertretenden Supreme Allied Commander Europe im NATO-Hauptquartier SHAPE in Belgien.
Zurück in Deutschland übernahm er das Kommando über das Gebirgsjägerbataillon 232 in Bischofswiesen. Im Anschluss daran wurde er 1990 ins Bundesministerium der Verteidigung nach Bonn versetzt und diente dort als Referent im Planungsstab und danach bis 1994 als Adjutant des Generalinspekteurs der Bundeswehr Klaus Naumann. 1994 absolvierte Löser die National Defense University in Washington, D.C. und erhielt dort einen Master of Science in National Security Strategy.
Vom 1. Oktober 1995 bis 1997 übernahm Löser als Oberst mit der Gebirgsjägerbrigade 23 in Bad Reichenhall wieder ein Truppenkommando. 1998 erfolgte die Versetzung als Kommandeur der Infanterieschule in Hammelburg und damit verbunden die Ernennung zum General der Infanterie mit der Beförderung zum Brigadegeneral. Danach übernahm Löser 2001, zum Generalmajor ernannt, das Kommando über die 13. Panzergrenadierdivision in Leipzig und führte zudem das Wehrbereichskommando VII. In dieser Verwendung bekämpfte er mit seiner Division das Elbhochwasser 2002 und erhielt dafür unter anderem das Bundesverdienstkreuz I. Klasse. Im August 2004 wurde er nach Straßburg versetzt und diente im Eurokorps als Stellvertreter des französischen Kommandierenden Generals Jean-Louis Py. In dieser Position absolvierte er vom August 2004 bis zum Februar 2005 einen Auslandseinsatz in Afghanistan und war im Rahmen der VI. ISAF-Rotation als stellvertretender Kommandeur verantwortlich für die Operationen.
Im Juli 2005 wurde Löser in Hamburg Kommandeur der Führungsakademie der Bundeswehr, führte diese bis zum 7. Februar 2008 und übergab dann das Kommando an Brigadegeneral Robert Bergmann. Mit der Ernennung zum Generalleutnant übernahm Löser schließlich im März 2008 das NATO Defence College in Rom, das er bis 22. Juli 2011 führte. Am 31. August wurde er mit einem Großen Zapfenstreich in den Ruhestand verabschiedet.
Von 2005 bis 2008 war er Vizepräsident der Clausewitz-Gesellschaft.
Lösers ist verheiratet und hat eine Tochter sowie einen Sohn. Sein Vater ist Generalmajor Hans-Joachim Löser.

## Orden und Ehrenzeichen
- Bundesverdienstkreuz am Bande
- Bundesverdienstkreuz I. Klasse des Verdienstordens der Bundesrepublik Deutschland (2002)
- Einsatzmedaille Fluthilfe 2002
- Hochwasser-Medaille des Landes Sachsen-Anhalt 2002
- Sächsischer Fluthelferorden 2002
- Ehrenkreuz der Bundeswehr in Gold
- Médaille de la Défense nationale der Französischen Republik
- Chevalier de l’Ordre National de la Légion d’Honneur der Französischen Republik (Ehrenlegion)
- Kommandeur des Kronenordens des Königreichs Belgien
- Legion of Merit 2011
- Einsatzmedaille der NATO (ISAF)